# ريجي مين
ريجي مين (بالإنجليزية: Reggie Meen)‏ مواليد 20 نوفمبر 1907 - وفيات 1948، كان ملاكم محترف إنجليزي صنّف ضمن فئة الوزن الثقيل.

## إحصائيات
خاض خلال مسيرته 102 نزالا، فاز في 57 وتعادل في 3 وخسر في 42. فاز بالضربة القاضية في 48 نزالا.

## روابط خارجية
- ريجي مين على موقع بوكس ريك (الإنجليزية) (registration required)